# Heliornis
Heliornis is een geslacht van vogels uit de familie fuutkoeten (Heliornithidae). Het geslacht telt één soort.

## Soorten
- Heliornis fulica – Kleine fuutkoet

Kraanvogels · Koerlans · Trompetvogels · Rallen, porseleinhoentjes, waterhoentjes en koeten · Fuutkoeten · Sarothruridae